# Subaru XV

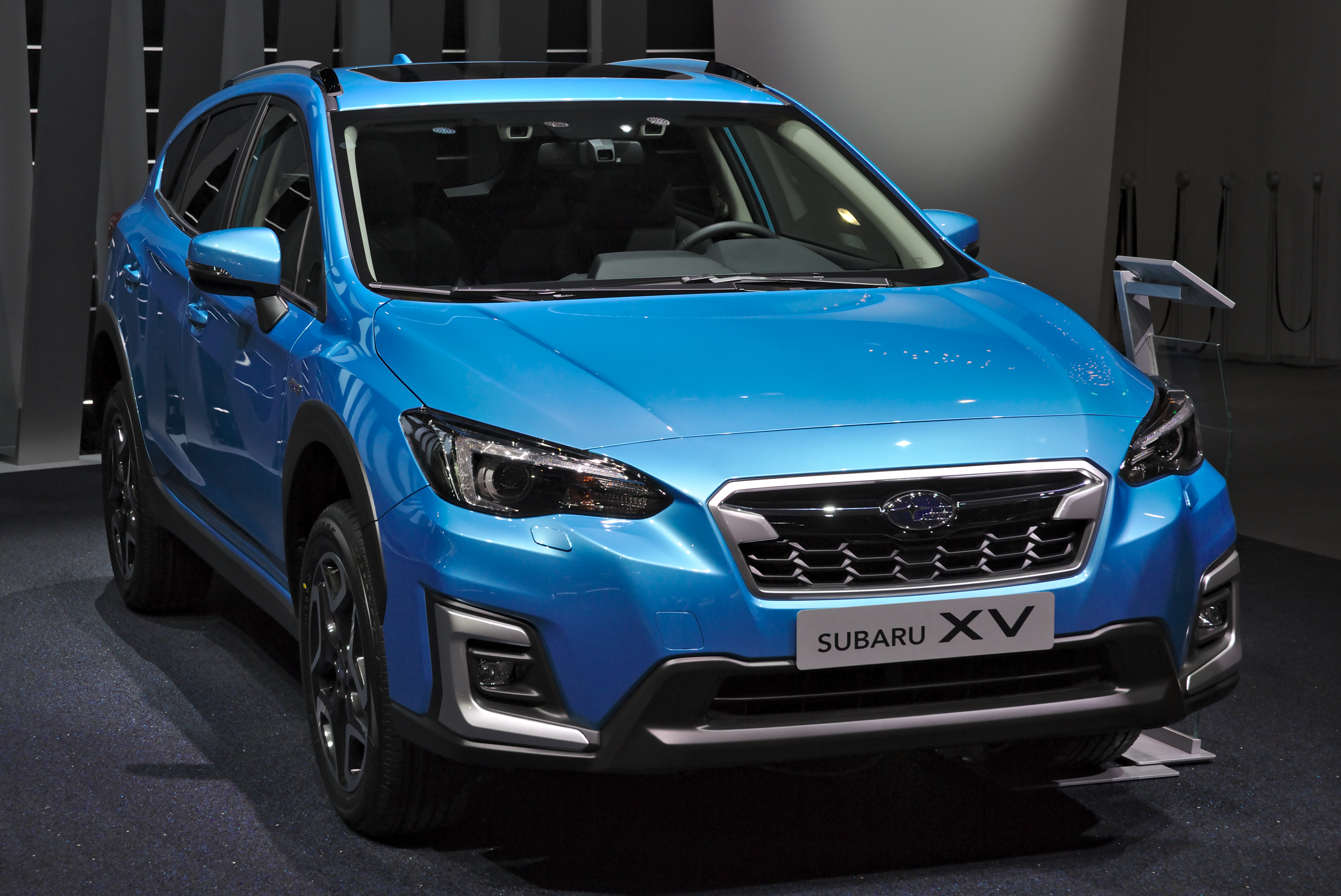
Subaru XV e-Boxer

Subaru XV är Subarus bilmodell i den mindre crossover-klassen.
Modellen lanserades 2012. Bilen finns i en karossmodell och kan fås med bensinmotor eller boxerdiesel och har alltid Subarus permanenta fyrhjulsdrift. Tack vare sin fyrhjulsdrift är det en utmärkt dragbil som får dra maximala 750kg obromsad släpvikt med B-körkort. I Sverige levereras XV i tre utrustningsnivåer. Den grundläggande standardmodellen är spartanskt utrustad. I utförandet sport kommer bilen utrustad med bland färddator, farthållare, radio med bluetooth. Dessutom finns den i utförande business som bland annat lägger till soltak till utrustningen.